# Jinbōchō
Jinbōchō (神保町, parfois romanisé Jimbōchō) est un quartier de Chiyoda, Japon, connu comme le quartier latin de Tokyo où l'on peut trouver plus de soixante-dix librairies de livres d'occasion et des maisons d'éditions.
Le centre de Jinbōchō est le croisement entre Yasukuni-dōri et Hakusan-dōri, au nord de la station Jimbōchō sur la ligne Hanzōmon, ligne Mita et ligne Shinjuku. Les prestigieux Tokyo Book Binding Club et Literature Preservation Society sont localisés à Jinbōchō, et l'endroit est proche d'un grand nombre d'universités japonaises de premier plan parmi lesquelles la Nihon Daigaku, Senshu, la Meiji Daigaku, Hosei et la Juntendo Daigaku.
Jinbōchō est formellement connu sous le nom de Kanda-Jinbōchō (神田神保町) et fait partie de Kanda.

## Histoire
Jinbōchō signifie le « quartier de Jinbō ». Nagaharu Jinbō était le nom d'un samouraï qui vivait dans ce quartier à la fin du XVIIe siècle.
En 1913, un grand feu détruisit la majeure partie de la zone. À la suite de ce feu, un professeur d'université du nom de Shigeo Iwanami ouvrit une librairie dans Jinbōchō, embryon de l'actuelle maison d'édition Iwanami Shoten. Au fur et à mesure, la zone devint populaire parmi les universitaires et les intellectuels et de nombreux cafés et librairies ouvrirent leurs portes.
La construction du théâtre de Jinbōchō a pris fin en 2007.

## Entreprises
De nombreuses entreprises sont localisées dans Jinbōchō, parmi lesquelles le siège social de Tōkyōdō Shoten, un commerçant en livres. Jusqu'en 2019 se trouvait également dans ce quartier la plus ancienne libraire dédiée au manga depuis 1979, Comic Takaoka.
D'après les professeurs Takahiro Sasaki et Wataru Ichinohe de l'Université Keiō, au début des années 2020, il s'agissait de l'aire géographique la plus fournie au monde pour trouver des livres rares ou d'occasion, avec 140 boutiques spécialisées dans ce commerce. Parmi elles, 40 étaient capables de vendre des livres et même quelques rouleaux datant d'avant l'Époque d'Edo, les plus anciens remontant au VIIIe siècle.

## Galerie

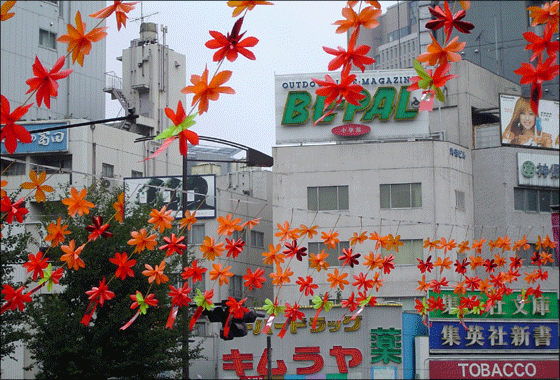
Jinbōchō au croisement de Yasukunidori et Hakusan.
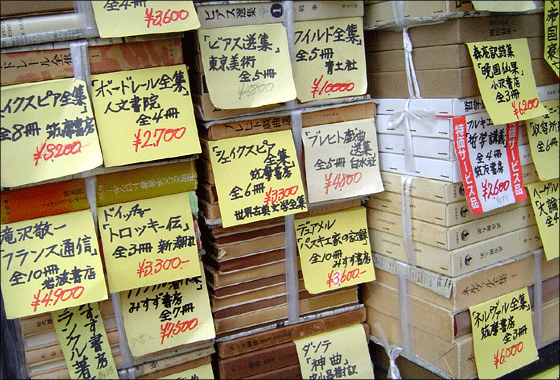
Vente à Jinbōchō.
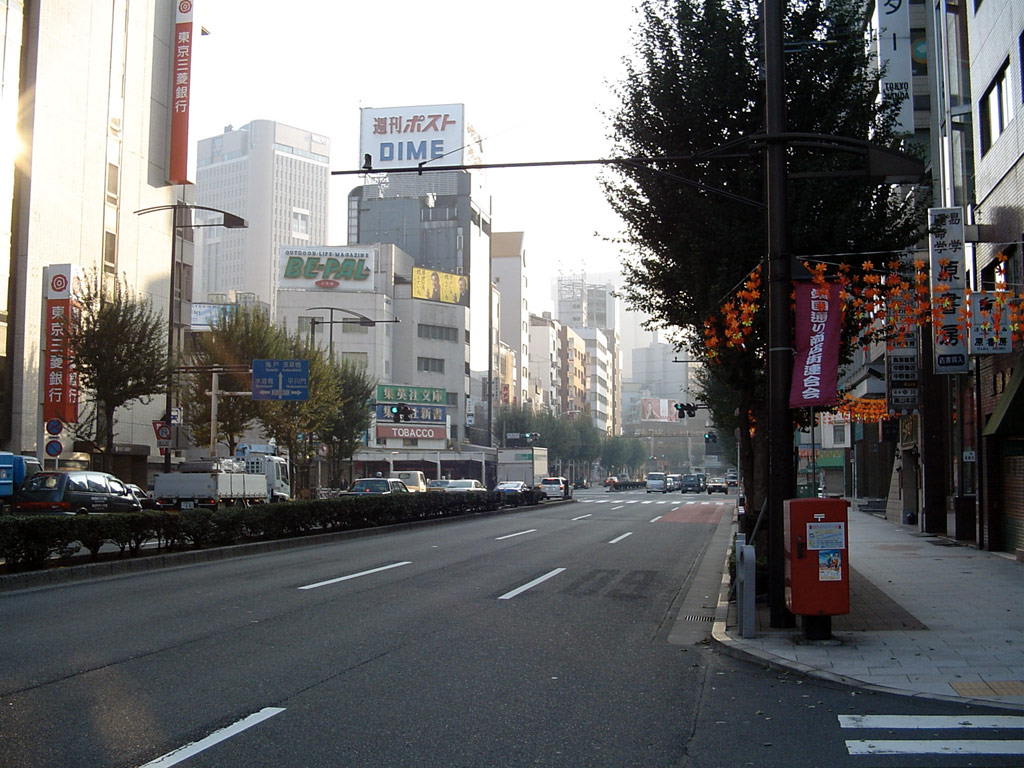
Jinbōchō, novembre 2004.